# John Clifford, 9:e baron de Clifford
John Clifford av Skipton-Craven, 9:e Lord Clifford, född 1435, död 1461, lancastrisk befälhavare som hade beordrat avrättningen av Edvard IV.s bror Edmund, earl av Rutland, efter slaget vid Wakefield. Edvard lät avrätta Lord Clifford efter slaget vid Towton.